# MIAG-Dietrich MD12
Die MIAG-Dietrich MD12 war ein zweisitziger Schul-Doppeldecker der Mühlenbau- und Industrie AG (MIAG) von 1934.

## Entwicklung
Die MIAG-Dietrich MD12 entstand bei der Mühlenbau- und Industrie AG 1934 auf Grund einer Ausschreibung des Reichsluftfahrtministeriums (RLM) für einen zweisitzigen Schul-Doppeldecker, der zunächst für den Deutschen Luftsportverband und später für den Export nach China bestimmt war. Mitbewerber an der Ausschreibung waren Arado mit der Arado Ar 69b, Klemm mit dem Entwicklungsprojekt Klemm E34, sowie Blohm & Voss mit der Ha 135.
Für die Entwicklung der MIAG-Dietrich MD12 kam Richard Dietrich als Chefkonstrukteur zum MIAG-Konzern. Auf Grund des nur sechs Monate dauernden Ausschreibungsverfahrens griff Dietrich auf die Entwicklung der Dietrich DP.XI zurück, die er bereits 1926 bei der Dietrich Flugzeugwerk AG in Kassel bis zur Erprobung eines Prototyps geführt hatte. Dietrich passte den Entwurf der DP.XI nach den Vorgaben der RLM-Ausschreibung auf einen 150 PS starken Siemens & Halske Sh14a-Motor an und verkleinerte die Dimensionen auf die vorgeschriebene maximale Spannweite von 9 Metern. Die Typenbezeichnung MD12 setzte die mit der DP.XI beendete Nummerierung der Dietrich Flugzeugwerk AG fort.
Der Bau eines Prototyps erfolgte 1934 im MIAG-Lutherwerk in Braunschweig. Den Erstflug und die Flugerprobung der MD12 absolvierte Richard Dietrich im Herbst 1934 in Braunschweig mit guten Ergebnissen. Obwohl das RLM keine Serienaufträge erteilte, führte Richard Dietrich die Konstruktion bis zur Musterzulassung. Der MD12-Prototyp blieb allerdings ein Einzelstück, das bei der MIAG als Geschäftsreiseflugzeug bis Ende der 1930er Jahre als D-EDNO im Einsatz blieb.
Die MIAG-Dietrich MD12 war die letzte vollständige Flugzeugentwicklung, die Richard Dietrich als Flugzeugkonstrukteur realisierte. Sie blieb auch die einzige bei MIAG betriebene Flugzeugentwicklung. MIAG wurde ab 1935 in die Lizenzfertigung anderer Hersteller und als Reparaturbetrieb in das Rüstungsprogramm des RLM einbezogen.

## Konstruktion
Wie alle Dietrich-Flugzeuge wurde auch die MIAG-Dietrich MD12 in Gemischtbauweise ausgeführt. Wie bei der DP.XI war die untere Tragfläche der MD12 ebenfalls stark nach hinten versetzt. Rumpf und Leitwerk entsprachen ebenfalls der DP.XI und waren als stoffumspannte Stahlrohrkonstruktion ausgelegt. Der Flügel war in Holzbauweise mit einer Holzflügelnase ausgeführt. Die übrigen Flächen waren stoffummantelt.

## Technische Daten
| Kenngröße             | Daten                                       |
| --------------------- | ------------------------------------------- |
| Besatzung             | 1 Pilot                                     |
| Passagier             | 1                                           |
| Spannweite            | 9,00 m                                      |
| Länge                 | 6,70 m                                      |
| Höhe                  | 2,65 m                                      |
| Flügelfläche          | 19,20 m²                                    |
| Flächenbelastung      | 40,1 kg/m²                                  |
| Leistungsbelastung    | 5,1 kg/PS                                   |
| Rüstmasse             | 540 kg                                      |
| Zuladung              | 230 kg                                      |
| Startmasse            | 770 kg                                      |
| Antrieb               | ein Siemens Sh14A-Motor mit 150 PS (110 kW) |
| Höchstgeschwindigkeit | 200 km/h                                    |
| Gipfelhöhe            | 3800 m                                      |
| Aktionsradius         | 570 km                                      |